# Gonomyia parvicellula
Gonomyia parvicellula är en tvåvingeart som först beskrevs av Enrico Adelelmo Brunetti 1918.  Gonomyia parvicellula ingår i släktet Gonomyia och familjen småharkrankar. Inga underarter finns listade i Catalogue of Life.